# Verbena bonariensis
Verbena bonariensis — вид трав'янистих рослин родини Вербенові (Verbenaceae), поширений від Еквадору до півдня Південної Америки. Видовий епітет вказує на Буенос-Айрес.

## Опис
Жорстко стійка багаторічна трава висотою до 2.5 м. Стебла прості або малорозгалужені, висхідні, 4-кутні, з блідими ребристими кутами, дещо стиснуті трохи нижче вузлів. Листки довжиною (3)5–12(17.5) см і шириною до 3 см, яйцюваті, яйцювато-ланцетні або довгасті, гострі на верхівці, від зубчастих до подвійно-зубчастих на полях; верхні листки завдовжки 7–10.5 см, від вузько довгастих до лінійно-ланцетних, найбільш верхні приквіткоподібні, іноді цілокраї.
Чашечка (2.5)3–3.5 мм довжиною, з невеликими залозними волосками. Віночок глибоко пурпуровий; трубка (3.25)3–4.75(5–5.5) мм. Тичинки розміщені біля середини трубки віночка; пиляки довжиною 0.5 мм. Мерикарп 1.5–2.1 мм завдовжки.

## Поширення
Країни поширення: Аргентина, Болівія, пд. Бразилія, Еквадор, Парагвай, Перу, Уругвай, Чилі; натуралізований: Азорські острови, острови Мадейра, Канарські острови, Маврикій, Реюньйон, Японія, Австралія, Нова Зеландія, США, Вест-Індія; також культивується.
Зростає в сирому ґрунті на трав'янистій місцевості у верхів'ях річок і на берегах річок; також на закинутих плантаціях і вздовж доріг на висотах 65–1500 м н.р.м.

## Галерея

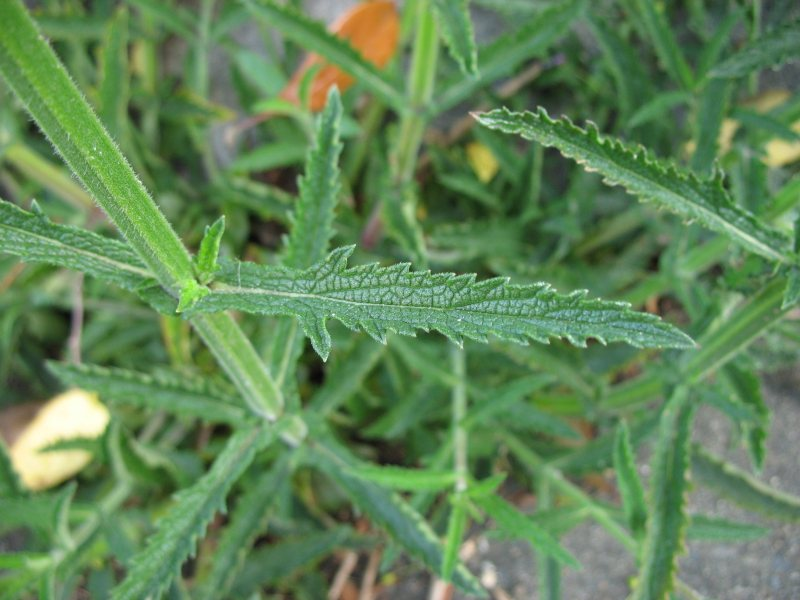
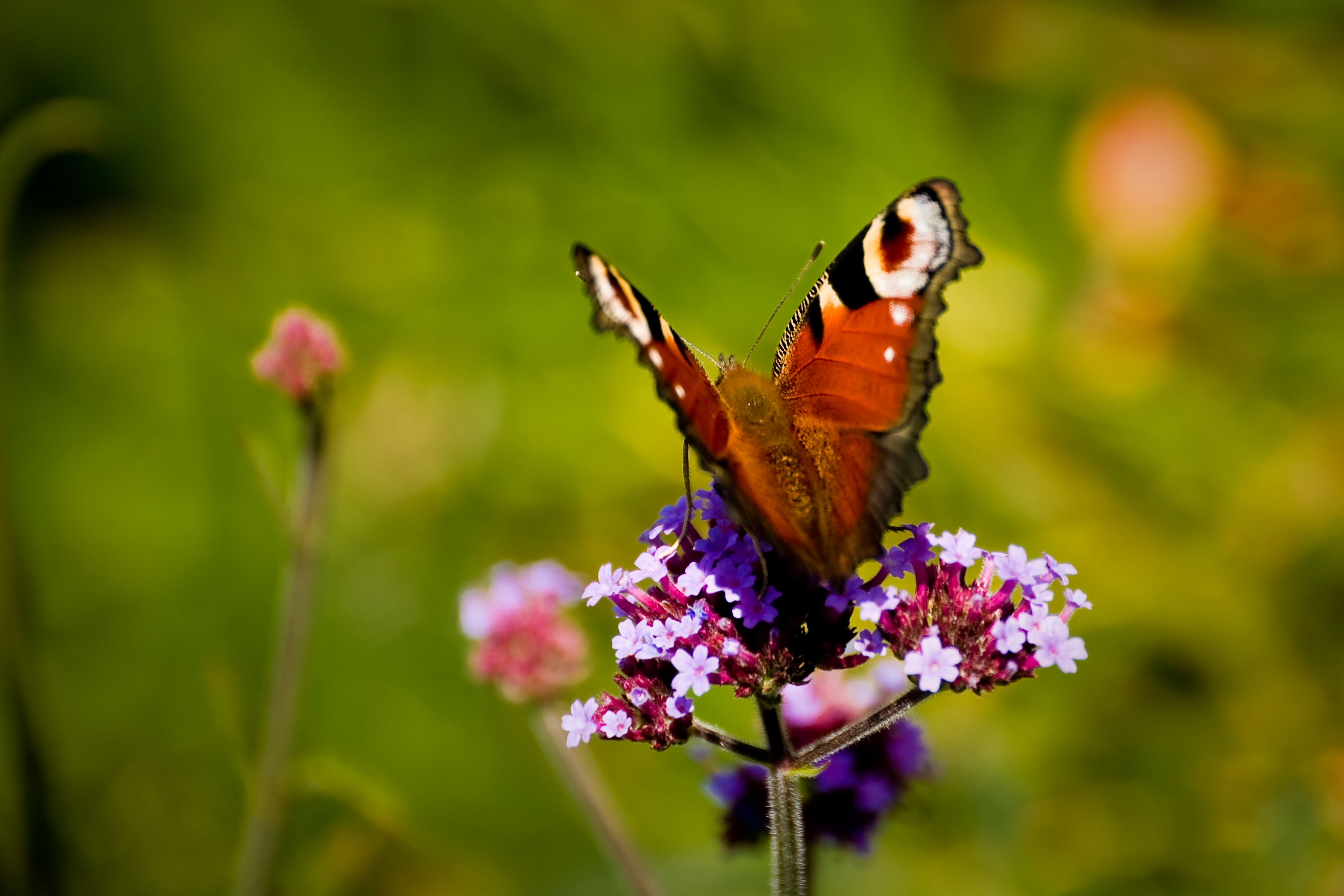